# La Fare-en-Champsaur
La Fare-en-Champsaur – miejscowość i gmina we Francji, w regionie Prowansja-Alpy-Lazurowe Wybrzeże, w departamencie Alpy Wysokie.

## Demografia
Według danych na rok 1990 gminę zamieszkiwały 422 osoby, a gęstość zaludnienia wynosiła 41 osób/km². W styczniu 2015 r. La Fare-en-Champsaur zamieszkiwało 475 osób, przy gęstości zaludnienia wynoszącej 46,3 osób/km².